# Pic Crabère
À ne pas confondre avec le pic de Crabère
Le pic Crabère est un sommet des Pyrénées, situé sur la frontière franco-espagnole entre les Hautes-Pyrénées, en région Occitanie, et la province de Huesca dans la communauté d'Aragon, qui culmine à 2 590 ou 2 591 mètres d'altitude dans le massif du Vignemale.

## Toponymie
En occitan crabère signifie « chèvre » mais fait référence plutôt à la femelle de l'isard qu'à la chèvre domestique.

## Géographie
Il est situé entre le département des Hautes-Pyrénées en pays Toy, en partie sud de la vallée de la Canau sur la commune de Gavarnie-Gèdre, et la partie nord de la vallée de Bujaruelo en Espagne.

### Topographie
Il est situé au sud du col du Cardal et au nord du col de Crabère.

### Hydrographie
Le sommet délimite la ligne de partage des eaux entre le bassin de la Garonne côté nord, qui se déverse dans l'Atlantique, et le bassin de l'Èbre, qui coule vers la Méditerranée côté sud.

## Voies d'accès
Côté français, versant nord, au départ de Gavarnie par une piste qui passe par la cabane de Milhas pour conduire au barrage d'Ossoue (1 829 m). Puis prendre le long du ruisseau de Lourdes qui emprunte le fond de la vallée de la Canau en direction du col du Cardal. Versant sud, depuis la vallée de Bujaruelo, au départ du village San Nicolás de Bujaruelo par le lac de la Bernatoire.

## Protection environnementale
Le pic est situé dans le parc national des Pyrénées et fait partie d'une zone naturelle protégée, classée ZNIEFF de type 1, « vallons d'Ossoue et d'Aspé », et de type 2, « haute vallée du gave de Pau : vallées de Gèdre et Gavarnie ».